# 甲賀市立佐山小学校
甲賀市立佐山小学校（こうかしりつ さやましょうがっこう）は、滋賀県甲賀市にある市立の小学校。

## 所在地
- 滋賀県甲賀市甲賀市甲賀町小佐治2922番地[1]

## 沿革
- 明治42年1月1日 - 佐山尋常小学校が設立[2]
- 明治44年 - 佐山尋常高等小学校に改称
- 昭和16年 - 佐山国民学校に改称
- 昭和22年 - 佐山村立佐山小学校に改称
- 昭和30年 - 甲賀町立佐山小学校に改称
- 平成16年10月1日 - 甲賀市立佐山小学校に改称

## 校区
この小学校の校区は以下の通り。
甲賀町岩室、甲賀町小佐治、甲賀町神保、甲賀町隠岐

## 学校教育目標
ふるさとを愛し 未来を拓く 心豊かでたくましい 佐山っ子の育成 ～花と健康の学校～

## 学校の特徴
- 「一人ひとりが輝く（さ）（や）（ま）３づくり教育」の推進[5]

   《合い言葉》
　（さ）・・・『さわやかに』  豊かな心を持つ子
　（や）・・・『やる気をだして』　確かな学力を身につける子
　（ま）・・・『まんぞくいくまで』　健やかにたくましく生きる子
- 自己存在感があり，感動体験が味わえる授業の工夫

- 学校行事・学級活動・児童会活動の活性化